# GARAGE HERO's 〜愛車のこだわり〜
『UP GARAGE presents GARAGE HERO's ～愛車のこだわり～』（アップガレージプレゼンツ ガレージヒーローズ あいしゃのこだわり）は、2020年7月5日からTBSラジオで放送されている自動車を中心としたラジオ番組である。通称は「ガレージヒーローズ」。

## 概要
日曜日の午前中（2021年4月からは昼）にクルマ好きがクルマ好きの皆さんに向けて熱く語る番組。
パーソナリティは、生粋の車マニアとしても知られる元TBSテレビアナウンサーの安東弘樹。
クルマを愛してやまない安東が、同じくクルマ愛に溢れるゲストを毎週スタジオに迎え、「ドライブ」だけではなく「カーライフ」の楽しみ方を届ける番組。「愛車自慢」「車への拘り」「独特のメンテナンス」 「DIYでのドレスアップ」など、様々な角度で 「カーライフ」の楽しさを発信している。
「UP GARAGE」が冠スポンサーであり、一社提供番組である。
番組初回のゲストは、元レーシングドライバーの鈴木亜久里。
開始当初は日曜日の午前中（9:00 - 9:30）に放送されていたが、番組改編に伴い2021年4月4日からは日曜日の昼（12:00 - 12:30）に放送されている。

## 出演者
- パーソナリティ
  - 安東弘樹
    - 2023年3月26日・4月2日放送回は安東が体調不良に伴い欠席。土井敏之（TBSアナウンサー）が代理出演した。
- ゲスト
  - 毎週1組ずつ出演。

## 放送時間
全て日本標準時（JST）
- 2020年7月5日 - 2021年3月28日
  - 毎週日曜日 9:00 - 9:30
- 2021年4月4日 - 現在
  - 毎週日曜日 12:00 - 12:30
  - 2023年1月1日はニューイヤー駅伝中継終了後の14:30 - 15:00に放送。